# Прионозух
Прионозух (лат. Prionosuchus plummeri) — вид среднепермских (жил 270 миллионов лет назад) темноспондильных амфибий, описанный Л. Прайсом в 1948 году из пермских отложений Педра де Фого на севере Бразилии (муниципалитет Парнаиба). Единственный вид в своём роде. Считается крупнейшим из известных науке земноводных.

## Название

Прионозух по сравнению с человеком

Prionosuchus — от др.-греч. πρίων «пила», «оскал» и σοῦχος «крокодил», plummeri — в честь геолога Ф. Б. Пламмера (1886—1947), описавшего с коллективом авторов формацию, в которой был найден прионозух. Прайс был одним из соавторов описания формации.

## Описание
Первоначально найденные куски черепа принадлежали некрупным особям, но в 1970-х годах был обнаружен ростр прионозуха длиной около 80 см, что предполагает длину черепа более 160 см. Общая длина животного могла достигать 5,5 метров. Есть оценки длины и в 9 метров, что делает прионозуха крупнейшей амфибией из когда-либо существовавших. Прионозух отличается чрезвычайно узким ростром. Череп пневматизирован, как у крокодилов. Мягкие ткани нёба были покрыты костными пластинками, усаженными мелкими зубчиками.

## Питание и образ жизни
По-видимому, прионозух обладал короткими слабыми конечностями — возможно, он не покидал воду. Он мог населять крупные озёра. Внешне очень напоминал гавиала и, видимо, занимал ту же экологическую нишу засадного охотника на рыб и других водных позвоночных.

## Систематика
Кэрролл отнёс прионозуха к Archegosauridae. Он был объявлен единственным видом монотипического рода.
В 1991 году Кокс и Хатчинсон поместили прионозуха в род Platyoposaurus, обнаруженный в России. На этом основании формация Педра де Фого стала считаться позднепермской. Однако Platyoposaurus было намного мельче, его общая длина — всего 2,5 метра. Альтернативные исследования, основанные на растениях и пыльце, показывают, что это образование является скорее раннепермским, а значит, прионозух жил с Platyoposaurus в разное время. Большинство палеонтологов считают прионозуха представителем отдельного рода.